# 泰勒 (密蘇里州馬里昂縣)
泰勒（英語：Taylor）是位於美國密蘇里州馬里昂縣的非建制地區。

## 歷史
泰勒的郵局自1873年營運至今。

## 地理
泰勒所處的海拔為高於海平面149米（即489英呎），而該地所採用的時區為UTC-6，即北美中部時區（CST）。同時該地設有夏令時間，為UTC-6調快一小時，即UTC-5（CDT）。